# 税所篤
税所 篤（さいしょ あつし、文政10年11月5日（1827年12月22日）- 明治43年（1910年）6月21日）は、日本の武士（薩摩藩士）、官僚。子爵。内国事務権判事、西日本各地の県知事・県令、元老院議官、宮中顧問官、枢密顧問官等を歴任した。通称は喜三左衛門、容八、長蔵。号は巌舎、鵬北。初名は篤満、後に篤信とも名乗った。剛直をもって知られ、旧幕時代は王事に奔走し、一時は西郷隆盛、大久保利通と共に薩南の三傑と並び称された薩摩閥の重鎮である。

## 人物・来歴

### 幼年・青年時代
薩摩藩士・税所篤倫の次男として生まれる。幼少期の生活は貧しいものであったが、実兄の篤清（乗願）が吉祥院住職として島津久光の寵遇を受けるに従い、税所家の暮らしぶりは好転した。
藩主・島津斉彬に認められて勘定所郡方、次いで三島方蔵役に任じられた。改革派である精忠組の創設メンバーとして、幼少期からの親友で郷中仲間であった西郷隆盛や大久保利通、吉井友実らと行動を共にする。幕府がオランダ海軍士官を招いて長崎海軍伝習所をつくると斉彬は薩摩藩から十数名の藩士を選抜して派遣しているが、税所もその内の一人に選ばれている。同じ薩摩藩からは川村純義や五代友厚なども派遣されていた。
安政5年（1858年）11月、西郷隆盛が僧月照と共に鹿児島湾に入水した際、蘇生した西郷が意識を取り戻すまで、枕頭にて看病を行う。その後西郷が奄美大島に流されると、税所は手紙を通じた情報交換や生活物資の援助等を行い、西郷の奄美大島潜伏生活を支援し続けた。
月照の四九日法要は吉祥院で営まれ、以来しばしば吉祥院は有志たちの密談所として利用されるようになった。江戸勤番を勤めていた頃、国学者平田篤胤の開いた平田塾の門下生であった税所は、篤胤の著書『古史伝』を新刊刊行のたびに江戸より薩摩へ取り寄せていたが、この書に精忠組同志であった大久保利通の建白書と精忠組の名簿を差し挟んだうえで、兄乗願を通じて久光に献上した。これは大久保の士格が低く、藩規により久光に謁見することができなかったため、大久保の存在を久光に紹介するための策として行われたものであった。こうした税所の助力を通じて大久保は久光の知遇を得ることとなり、以来藩の要職に抜擢されることとなる。万延元年（1860年）には税所自身も二之丸御用部屋（久光の居室）書役に抜擢され、久光の側近としてその信任もますます厚くなった。奄美大島に流されていた西郷の召還が実現したのは、久光の信任を得ていた大久保や税所らの進言に依る所が大きい。

### 幕末
禁門の変では小松清廉（帯刀）率いる薩摩軍の参謀として一隊を率いて参戦、3発の銃弾を浴びる重傷を負いながらも、長州藩の敵将国司親相の部隊を退却させるなど武功を上げた。禁門の変以後は、西郷の片腕として活躍、第一次長州征伐の際には、薩摩への怨嗟が激しかった長州へと西郷隆盛、吉井友実と共に3人でおもむき、岩国で長州方代表の吉川経幹（監物）を説得して長州藩三家老の処分を申し入れるなど、長州藩の降伏における処理に務めたほか、交流のあった中岡慎太郎らと協力し、五卿の筑前遷移に当たった。戊辰戦争では鳥羽・伏見の戦いにおいて、開戦日の慶応4年（1868年）1月3日夜、大坂の薩摩藩邸が旧幕府軍に包囲された際、これを察知した税所は自ら藩邸に火を放ち、その隙に保管してあった藩金三万両を留守居役木場伝内、薩摩藩士樺山資雄らと共に一万両ずつ抱えて脱出、そのまま奈良を経由して京都の西郷のもとに向かった。京都到着時、すでに旧幕府軍の首魁徳川慶喜は東奔した後であった。税所は三万両の藩金を西郷に預け、東征の為の軍資金とした。その後は大坂にあって新政府軍の軍事費などの財政処理を務めた。

### 明治時代

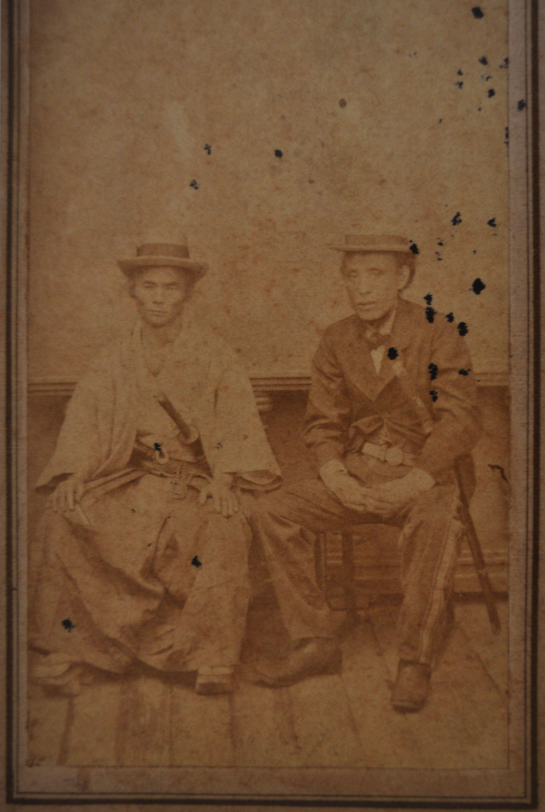
右側は大久保、左側が堺県知事時代の税所篤と思われる。大久保の日記（明治四年五月六日条）に「今日税所子同行写真所等江参」とある。

新政府では内国事務権判事、次いで河内・兵庫・堺・奈良など、大久保の推薦を受ける形で、当時まだ政情不安定であった西日本各地の県令・知事を歴任する。堺県知事・県令時代には、県師範学校・医学校・病院・女紅場（女学校）・堺版教科書の発行など教育行政や、堺灯台の建造など港湾改修、紡績所・レンガ工場の建設、堺博覧会など商工業振興のほか、浜寺公園、大浜公園、奈良公園の開設など先進的な県治を行った。堺県令として多くの治績をあげ、能吏として評判も高かったという。当時堺県の経済振興と福利厚生の充実ぶりは他県の模範とされた。堺県令在任中に起こった明治六年政変の際、帰郷の途次であった西郷隆盛や村田新八と堺県において面会しており、その際の彼ら二人の様子を大久保宛て書簡にて詳細に伝えている。また、書簡中には鹿児島に間諜（スパイ）を送り込んだ事も記載されており、政変以降は基本的に政府側・大久保寄りのスタンスであった事が窺える。明治9年（1876年）12月、楠木正行に対して贈従三位の際、勅使を務めている。西南戦争が勃発した明治10年（1877年）は、明治天皇の奈良行幸における事務や吉野宮造営の建議などを行っており、西南戦争に関与しておらず罪に問われることはなかった（そもそも天皇の奈良行幸は、明治政府誕生以来最大の危機である西南戦争の最中に、わざわざ畝傍山東北陵（神武天皇陵）を天皇が参拝してその存在をアピールするという一種の示威行為でもあり、それを取り仕切る立場の税所は完全に政府側であった）。明治13年（1880年）3月には東大寺大仏殿南大門の修繕、6月には畝傍山東北陵（神武天皇陵）の修復が行われたが、共に税所の建言に基くものである。

### 奈良県との関わり
明治9年（1876年）4月18日に奈良県が堺県に編入され、明治14年（1881年）2月7日に堺県が大阪府に編入されたが、地元の有志らにより大阪府からの分離独立を求める奈良県分置運動がおこると、当時元老院議官であった税所は、この運動に対し好意と理解を示し（元々税所は大阪府への併合に反対であった、その旨はすでに大久保宛て書簡に記述している）、運動の推進者らに助言を与え、彼らの意を汲んで長州閥の政府高官に上申するなど、奈良県の成立に深く関わった。明治20年（1887年）12月1日に新生奈良県が発足すると、新任の郡長平田好は寄付金公募による公園の整備を進めるとともに県知事税所篤に奈良公園の拡張を上申した（ただ、発案者は税所本人であり、平田からの上申は形式的なものであった）。これを容れた税所は明治21年（1888年）、公園地の拡張を政府に申請、内務大臣山縣有朋と農商務大臣井上馨の連名で認可された。この結果、公園拡張が行われ、明治13年（1880年）時で14ヘクタールであった公園の面積は、明治22年（1889年）には、東大寺境内、春日野、若草山などの山間部を編入し、面積は535ヘクタールとなり、これが今日の奈良公園のアウトラインとなった（税所も自身が所有していた山林、雑司村領惣持院山を寄付している）。奈良県知事時代におけるその他の事績としては、神武天皇を祀るために橿原神宮の造営を奏請、私費を投じての吉野山への大規模な桜の栽植、廃仏毀釈により破壊された興福寺の再興、十津川大水害被災民らの北海道入植事業などがある（北海道の新十津川町では毎年6月20日に開町記念式典が開かれているが、十津川村からの移住の際に知事であった税所から贈られた告諭を読むのがならわしとなっている）。政治家としての税所は一貫して、天皇家の権威高揚および京都・奈良等における伝統文化の保護育成に重点を置いていた。税所は古物、美術品に精通しており文人・知識人との交流も盛んで、堺県令時代には大鳥大社の大宮司に富岡鉄斎を推薦し、奈良県知事時代の1888年6月には法隆寺宝物調査の途次であったアーネスト・フェノロサを淨教寺の本堂に招いて講演を依頼（演題『奈良ノ諸君ニ告グ』）するなど、文化振興的な政策・活動に非常に熱心であった。
のちに宮中顧問官、枢密顧問官を務めた。明治20年（1887年）5月24日、維新の功により子爵を授けられる。明治43年（1910年）6月21日死去。享年84。

## 栄典
位階
- 1886年（明治19年）10月20日 - 従三位[7]
- 1894年（明治27年）6月30日 - 正三位[8]
- 1910年（明治43年）6月21日 – 正二位[9]

勲章等
- 1887年（明治20年）11月25日 - 勲二等旭日重光章[10]
- 1889年（明治22年）11月25日 - 大日本帝国憲法発布記念章[11]
- 1903年（明治36年）12月26日 - 勲一等瑞宝章[12]
- 1906年（明治39年）4月1日 - 旭日大綬章[13]

## 備考
- 文久2年（1862年）に、奄美大島流罪の西郷召還を大久保とともに島津久光に嘆願している。
- 堺県令時代に浜寺公園内の松を伐採して開発しようとするが、大久保に反対する歌を詠まれて断念した。
- 秋山好古が大阪師範学校受験のため堺県を訪れた際に県令として対面している。この際、秋山は税所が何者かがわからず周りの者が頭を下げる中で一人棒立ちしていた。
- 堺県令時代、大仙陵の清掃を政府から命じられた際、陵内に小屋を作り、1年間作業していたが、政府に怪しまれ、小屋の撤去を命じられる。のちに米国ボストン美術館に大仙陵発掘とされる装飾品などが保存されていることから、これが陵から出たものとするならば、県令自ら盗掘をしていたのではないかと、考古学上の風説になっている。ただしこれは税所の没後、藩閥政治に対し批判的なスタンスだった事で知られる尾佐竹猛の座談会での発言（昭和2年（1927年）、文芸春秋7月号に掲載された「柳田国男・尾佐竹猛座談会」）がその根拠となっており、明確な物証が存在しているわけではない。また、尾佐竹は専門の歴史学者ではなく、彼の歴史関係の著作については、その根拠の脆弱さを作家の松本清張が痛烈に批判している。また江戸時代からすでに古墳の盗掘が広く行われていた事にも留意する必要がある。また、仁徳天皇陵は5世紀中ごろに造られたものだが、2011年に行われた宮内庁書陵部の調査で、ボストン美術館所蔵の出土品が6世紀第1四半期の物であることが判明している。
- 大久保利通からは全幅の信頼を受けており、生涯を通じて公私とも密接な関係にあった。税所に宛てられた大久保の書簡からは、大久保が税所に対し強い敬意や親愛をもって接していた事が、使用されている敬称などからうかがえる（大久保から西郷隆盛や吉井友実に宛てられた書簡には「〜様」「〜殿」という敬称が多いのに対し、税所に対しては「税所雅兄」、「税所老兄」、「税所篤兄閣下」といった風に「兄」という表現を多用している）。大久保の内務卿時代に税所が体調不良で地方官会議を欠席した事があったが、この際大久保は税所の持病を気遣う書簡を送り、激務の内務卿の立場にありながら、わざわざ休暇を作って税所を熱海での湯治旅行に誘うなど、その気遣いぶりは顕著であった。
- 大久保が霞ヶ関に私邸を建てた際、税所から3千円を借用しているが、この金は大久保の求めに応じて税所が五代友厚から借り受けたものである。税所は堺県令という立場もあり、薩摩藩出身の政商である五代とは特に関係が深かった。
- 古美術の鑑定を得意としていたことから、正倉院御物の整理掛に就任している。
- 若い頃に税所篤の下で書生をしていた村上浪六の自伝『我五十年』によると、「身体は五尺に足らずして精悍無比、顔面は備前焼の羅漢に類して一種異様の鬼気を帯び、いわゆる薩摩の鬢ハゲ以外その頭上に敵の散弾を受けしがため毛は薄くして生ぜず、左足の関節また弾丸のために屈伸自由ならず、体中の刀痕数箇所」といった風貌であったという。また同書には堺県令時代の税所の剛直な人柄が細かに描写されている。
- 一般的に古美術品の収集家として知られる税所だが、村上によると元来はそのような人物ではなく、紀尾井坂の変での大久保の死をきっかけに、書画骨董や刀剣の収集に没頭するようになり、終日書斎にこもり読書をして過ごす事が多くなったという。村上はその様子を「殆ど志を世に絶てるが如く」と形容し「竹馬の友にして死生の間に携へ来り、しかも維新以後さらに肝胆相照らせし大久保利通その人を失ひしは、税所氏の前途生涯に他人の解し得ざる深酷の一線を横断せり」と述べており、大久保の死が税所に与えた影響が大きかったことがうかがえる。『甲東逸話』にも「税所は遭難(紀尾井坂の変)のことを聞いて馳せ行き、慟哭の余り殆ど絶え入らんとして僅に蘇生した。」といった記述があり、両者の関係の強さが窺える。
- 元老の一人松方正義は同じ荒田村出身の後輩にあたる。松方は晩年の税所に宛てた書簡中、税所に対し「閣下」という敬称を用いており、元老に栄達した後も先輩に対する礼をもって接していたことが窺える。税所篤は西郷隆盛、大久保利通と共に薩南の三傑と評されていたという[14]。

## 家族・親族
- 妻の八十（1845年生）は京都府平民服部由兵衞の長女[15]。
- 子に篤一、茂登（陸軍工兵中佐河野通成夫人、河野もと子とも表記）、篤三、岩佐ナミ等がいる。なお、篤一の次女・サワは大久保の六男・駿熊に嫁ぐ。
- 実兄の篤清は鹿児島城下・吉祥院（南泉院の子院）の住職である乗願（真海）で、囲碁を通じて大久保を島津久光に紹介したことで知られる。
- 孫 篤秀 篤一の子で貴族院子爵議員を務めた[16]。
- 曾孫・篤満は、黒田慶樹（明仁上皇の女婿）のおばを妻としている。
- バングラデシュやルワンダで教育革命を起こしている「e-Education プロジェクト」代表・税所篤快は直系の子孫である。
- 鹿児島出身の画家、橋口五葉とは縁戚関係にあった、五葉は東京美術学校（現・東京藝術大学）に通っていた学生時代に税所篤の長女にあたる河野もと子と親しく親戚付き合いをしており、彼女からは税所篤の肖像画の制作を依頼されている。また、五葉の長兄にあたる橋口貢が次兄の橋口半次郎に宛てた手紙の中では、税所をさして「日本の美術に浅からぬ関係の御老人」と述べており、当時から古美術品界隈で名が知られていたことを窺わせる。